# 나의 진짜 아이들
《나의 진짜 아이들》(영어: My Real Children)은 조 월턴의 2014년 대체 역사 소재 판타지 소설이다. 제2차 세계 대전 직후의 영국 사회를 배경으로, 연인으로부터 갑작스러운 청혼을 받은 주인공의 선택에 따라 갈라진 다른 두 세계와 한 여성의 운명을 다루었다. 대한민국에는 아작에서 이주혜 번역으로 출간되었다. 2015년 제임스 팁트리 주니어상을 수상하였다.